# Zavidov
Zavidov település Csehországban, Rakovníki járásban. Zavidov Čistá, Petrovice, Řeřichy, Václavy, Krakov és Všesulov településekkel határos. Lakosainak száma 347 fő (2024. január 1.).

## Népesség
A település lakosságának változását az alábbi diagram mutatja:
| Lakosok száma | 402  | 332  | 351  | 324  | 314  | 321  | 312  | 311  | 356  | 347  |
|               | 1869 | 1900 | 1921 | 1961 | 1980 | 2011 | 2016 | 2019 | 2021 | 2024 |